# 90210: Нове покоління
 «90210: Нове покоління»  (англ. 90210) — американський молодіжний телесеріал, що є спін-оффом оригінального серіалу «Беверлі-Гіллз, 90210» 1990 року. Серіал — третє продовження персонажів «Беверлі-Гіллз, 90210», створеного продюсером та сценаристом Дарреном Старом. Трансляція проходила на каналі The CW з 2 вересня 2008 року. Прем'єра другого сезону відбулася 8 вересня 2009. З 13 вересня 2010 по 16 травня 2011 в США транслювався третій сезон серіалу. Трансляція четвертого сезону розпочалася 13 вересня 2011. 3 травня 2012 стало відомо, що серіал продовжено до п'ятого сезону. В п'ятому сезоні 22 епізоди. 28 лютого 2013 було зроблено офіційну заяву про закриття серіалу через низькі рейтинги. Останній епізод вийшов на телеекрани 13 травня 2013 року.

## Сюжет

### Перший сезон
В першому сезоні глядач знайомиться з Енні Вілсон та її братом Діксоном. Їх батько Гаррі переїхав разом з ними та дружиною Деббі в Беверлі-Гіллз. Там живе його мати акторка Табіта. Гаррі стає директором школи Західного Беверлі, у якій він раніше навчався. Енні знайомиться з молодшою сестрою шкільного психолога Келлі Тейлор- Ейрін Сілвер та з популярною у школі дівчиною Наомі Кларк. У Діксона також з'являється найкращий друг — Навід Ширазі. Він місцевий журналіст. Також другом Діксона стає Ітан Ворд - хлопець Наомі, який закохується в Енні.

Згодом між Енні, шкільною дівою Наомі та наркоманкою Адріаною розпалюється ворожнеча коли театральний гурток має намір поставити мюзикл «Весняне пробудження». Стає відомо, що ще в шкільні роки Гаррі зустрічався з матір'ю Наомі — Трейсі і вона народила від нього сина, якого віддала в прийомну сім'ю. Шкільний вчитель англійської Раян Метьюз має симпатію до Келлі, однак вона все ще не може забути Ділана, який є батьком її сина Семмі.

### Другий сезон
У другому сезоні ворожнеча між Наомі та Енні стає справжньою війною. Наомі впевнена,що Енні мала інтимні стосунки з новим учнем Ліамом Куртом. Ліам боїться розповісти Наомі правду, оскільки на нього здійснює психологічний тиск її сестра Джен. Саме з нею він провів ніч. Енні стає ізгоєм через те, що здала вечірку на якій був присутній алкоголь поліції. Вона починає зустрічатися із Джаспером Германом, що є племінником бездомного чоловіка, якого збила Енні на своєму автомобілі.
Навід закоханий у Адріану, однак вона обирає зірку тенісу Тедді Монтгомері. Пізніше вона усвідомлює, що помилилася, але Навід вже зустрічається з милою дівчиною на ім'я Лайла. Адріана вирішує розпочати музичну кар'єру і швидко досягає успіху. Їй в цьому допомагає Джія, яка є лесбійкою. Згодом у них зав'язуються короткотривалі стосунки. Дізнавшись про зраду Джії, Адріана розриває з нею стосунки і починає зустрічатися із співаком Дієго Луною.
Сілвер має намір повернути Діксона,однак у нього роман з дівчиною, яку звуть Саша. Пізніше стає відомо, що Саша вигадала історію з вагітністю. Діксон розриває відносини з нею. Сілвер починає зустрічатися з Тедді. Батько Тедді незадоволений стосункаии сина з Сілвер. Наомі пробачає Ліама й Енні. Згодом Наомі стає жертвою насильства з боку шкільного вчителя містера Кеннона.

### Третій сезон
Головні герої серіалу переходять до випускного класу. До дівчини на ім'я Айві приїжджає друг дитинства Оскар. Він потайки хоче  помститися її матері Лорел, що зруйнувала його життя. Джен народила сина Джека від Раяна, однак потім покинула його. Енні починає стажування в театральному агентстві і знайомиться з хлопцем на ім'я Чарлі, який виявляється зведеним братом Ліама.
Наомі приховує від усіх, що з нею сталося. Пізніше вона знаходить у собі сили, щоб звинуватити Кеннона, докази проти якого їй допомагає знайти Оскар. Кеннон з'являється в квартирі Наомі і бере її та Сілвер в заручники. Їм вдається врятуватись. Кеннон потрапляє до в'язниці.
Наомі знайомиться з хлопцем Максом і розуміє, що закохалася в нього. Після розриву з Діксоном Айві починає зустрічатись з хлопцем на ім'я Радж. Після церемої вручення дипломів вони одружуються. Тедді розриває відносини з Сілвер, коли усвідомлює, що він гей.
Адріана потрапляє в аварію разом з відомим поп-виконавцем Хав'єром Луною. Він помирає. Дівчина краде зошит з його невідомими композиціями та видає одну з них за власну. Про це дізнається дядько Хав'єра Віктор та шантажує її. Навід зближується з Сілвер. Вони вирішують зберігати свої стосунки в таємниці.  Дізнавшись про це Адріана підмінює ліки Сілвер, тим самим спровокувавши новий зрив у дівчини через біполярний розлад. Віктор розповідає пресі про крадіжку Адріаною пісень Хав'єра. Друзі дізнаються про жахливий вчинок Адріани.

### Четвертий сезон
Події сезону розвиваються в останні літні дні героїв як школярів. Наомі вирішує розійтися з Максом. Згодом до неї приїжджає сестра Джен і вони розпочинають боротьбу за серце мільйонера Пі-Джея. Пізніше Наомі й Пі-Джей заручаються, однак, коли дівчина дізнається, що він переслідує корисливі щодо неї цілі, вона рве з ним стосунки.
Еммі Вілсон отримує спадок. Вона знайомиться із священиком на ім'я Калеб. Між ними зав'язуються стосунки, однак поступово вони розходяться через почуття провини.

Діксон вирішує зайнятись своєю музичною кар'єрою і не має наміру вступати до університету. Між ним та Адріаною зав'язуються стосунки. Разом вони пишуть музику. Згодом Діксон отримує пропозицію від компанії звукозапису, однак боси не мають наміру співпраці з Адріаною. Дізнавшись про це вона кидає Діксона. Він хоче повернути дівчину але повертаючись з гастролей Діксон потрапляє у важку автомобільну катастрофу.
Ліам повертається в місто і робить пропозицію Енні, однак вона відмовляє йому. Він засмучений, але згодом починає зустрічатися з дівчиною на ім'я Ванесса. Вона стає його менеджером та займається його розкруткою як актора і моделі. Після однієї із сварок Ванесса викрадає у Ліама гроші і тікає.

Навід і Сілвер вирішують жити разом. Різні протиріччя між парою призводять до їх поступового розриву. Сілвер починає зустрічатися з чоловіком багато старшим за себе і впізнає в його прийомній доньці дитину Адріани, яку вона віддала одразу після пологів. Дівчина також дізнається, що у неї рак від якого раніше померла її мати. Розуміючи, що скоро може померти, Сілвер хоче стати матір'ю. Вона просить Тедді стати батьком її дитини. Страх перед хворобою зближує Сілвер з Ліамом. Вони починають зустрічатися. Це викликає ревнощі з боку Навіда. Дівчина не знає кого вибрати - Ліама чи Навіда. Врешті-решт,  вона обирає Навіда.

Айві переживає важкий час через хворобу свого чоловіка Раджа. Вони розходяться, однак згодом Діксон випадково зустрівши Раджа в лікарні дізнається, що останній хворий. Діксон розповідає про це Айві і вона повертається до Раджа. Після смерті чоловіка Айві перебуває в депресії і починає вживати марихуану. З цього стану її виводить знайомство з емігрантом на ім'я Дієго. Вони зустрічаються. Хлопцю загрожує депортація. Айві вирішує поїхати з ним до Мексики.

## Акторський склад
| Гаррі Вілсон        | Роб Естез         | Головна роль | Головна роль |              |              |               |
| Енні Вілсон         | Шеней Граймс      | Головна роль | Головна роль | Головна роль | Головна роль | Головна роль  |
| Діксон Вілсон       | Трістан Вайлдз    | Головна роль | Головна роль | Головна роль | Головна роль | Головна роль  |
| Ітан Ворд           | Дастін Мілліган   | Головна роль |              |              |              |               |
| Наомі Кларк         | Анна-Лінн Маккорд | Головна роль | Головна роль | Головна роль | Головна роль | Головна роль  |
| Ейрін Сілвер        | Джессіка Строуп   | Головна роль | Головна роль | Головна роль | Головна роль | Головна роль  |
| Навід Ширазі        | Майкл Стегер      | Головна роль | Головна роль | Головна роль | Головна роль | Головна роль  |
| Табіта Вілсон       | Джессіка Волтер   | Головна роль |              |              |              |               |
| Адріана Тейт-Данкан | Джессіка Лоундес  | Головна роль | Головна роль | Головна роль | Головна роль | Головна роль  |
| Раян Метьюз         | Раян Егголд       | Головна роль | Головна роль | Головна роль |              |               |
| Деббі Вілсон        | Лорі Локлін       | Головна роль | Головна роль | Головна роль |              | Гостьова роль |
| Ліам Курт           | Метт Лантер       | Періодично   | Головна роль | Головна роль | Головна роль | Головна роль  |
| Тедді Монтгомері    | Тревор Донован    |              | Періодично   | Головна роль | Періодично   | Періодично    |
| Айві Салліван       | Джилліан Зінцер   |              | Періодично   | Головна роль | Головна роль |               |

### Актори класичного серіалу
Першою акторкою, що повернулася в новий серіал, стала Дженні Гарт, яка одразу прийняла пропозицію продюсерів ще раз виконати роль Келлі Тейлор. Продюсери також вели переговори щодо повернення Шеннен Догерті в серіал. Акторка погодилась знятись у  декількох епізодах в якості гості.
Автори проекту бачили  перші серії як воз'єднання трьох зірок легендарного серіалу — Дженні Гарт, Шеннен Догерті та Торі Спеллінг. Шеннен  достатньо швидко погодилась на участь у  проекті  та повернулася до ролі Бренди Волш через 14 років після того, як покинула оригінальний серіал. Прочитавши сценарій, Торі Спеллінг зацікавилась проектом. Її Донну Мартін вирішили зробити  популярним дизайнером. В серіалі також знялась акторка
Енн Джилеспі, що відома роллю матері Келлі Тейлор та Ейрін Сілвер - Джекі Тейлор. В другому сезоні Джекі помирає  після тривалої  боротьби з раком.
Браян Остін Грін сказав, що був би радий з'явитись в серіалі, однак підтвердив, що  не отримав жодної пропозиції від продюсерів.  Ян Зірінг заявив, що повернення в проект для нього крок назад.  Джейсон Прістлі сказав, що не бачить сюжетної лінії хорошої для свого героя,  але погодився виступити режисером 18 серії  першого сезону «Off The Rails», в якій йдеться про  нервовий зрив Сілвер спричинений біполярним розладом.
Люк Перрі категорично відмовився повернутися в серіал.